# Losing You (Dead by April)
Losing You è un singolo del gruppo musicale svedese Dead by April pubblicato nel 2009.

## Tracce
1. Losing You – 3:56